# Адамайтис, Иосиф Адамович
Иосиф Адамович Адамайтис (бел. Іосіф Адамавіч Адамайціс; 1896, Ясцининкай, Поневежский уезд, Ковенская губерния, Российская империя — 8 апреля 1938, расстрельный полигон «Коммунарка», Московская область, РСФСР) — советский государственный деятель, народный комиссар внешней и внутренней торговли Белорусской ССР (1926—1928).

## Биография
Родился в крестьянской семье. С 1913 г. работал в кооперативных организациях.
Во время Октябрьской революции (1917) — член Воскресенского революционного военного совета Коломенского уезда. В 1918 г. был направлен на подпольную работу в оккупированную немецкими войсками Литву. Работал в ЦК Компартии Литвы, в ее Вильнюсском городском комитете, возглавлял партизанский отряд в Рокишкисе, воевавший против немецких и польских интервентов.
- январь-сентябрь 1919 г. — Чрезвычайный комиссар продовольствия Каунасской губернии,
- 1919—1920 гг. — член правления Смоленского губернского продовольственного комитета,
- 1920—1924 гг. — народный комиссар продовольствия Белорусской ССР, уполномоченный Народного комиссариата внешней торговли СССР по Белорусской ССР, директор белорусского Государственного комитета по импорту и экспорту,
- 1924—1926 гг. — председатель исполнительного Витебского окружного совета Совета рабочих, крестьянских и красноармейских депутатов,
- 1926—1928 гг. — народный комиссар внешней и внутренней торговли Белорусской ССР.

Избирался членом ЦИК Белорусской ССР.
С декабря 1928 г. работал на ответственных должностях в Москве. На момент ареста он был старшим инженером во Всесоюзном научно-исследовательском институте холодильной промышленности. Арестован НКВД СССР 5 февраля 1938 г. 8 апреля 1938 г. Военной коллегией Верховного Суда СССР по обвинению в шпионаже был осуждён к высшей мере наказания. Реабилитирован в феврале 1956 г.